# Station Moszna
Station Moszna is een spoorwegstation in de Poolse plaats Moszna.